# 栄村 (鳥取県日野郡)
栄村（さかえそん）は、鳥取県日野郡にあった村。現在の西伯郡伯耆町の一部にあたる。

## 地理
日野川の流域に位置していた。
- 山岳：大山[3]

## 歴史
- 1889年（明治22年）10月1日、町村制の施行により、日野郡白水村、根雨原村が合併して村制施行し、栄村が発足[1][2]。旧村名を継承した白水、根雨原の2大字を編成[2]。
- 1914年（大正3年）2月1日、日野郡溝口村、金岩村と合併し溝口村が存続して廃止された[1][2]。合併後、溝口村大字白水・根雨原となる[2]。

## 産業
- 農業[3]

## 教育
- 1876年（明治9年）大坂学校根雨原支校開校[3]。1892年（明治25年）溝口尋常小学校根雨原分校に改称[2]。